# Dmytro Zabirtchenko
Dmytro Zabirtchenko, en ukrainien : Дмитро Забирченко, né le 15 juin 1984 à Droujkivka, dans la République socialiste soviétique d'Ukraine, est un joueur ukrainien de basket-ball. Il joue au poste d'arrière.